# 2016-os U19-es labdarúgó-Európa-bajnokság
A 2016-os U19-es labdarúgó-Európa-bajnokságot Németországban rendezték július 11. és 24. között. 8 csapat részvételével. A címvédő Németország volt. A tornán 1997. január 1-je után született játékosok vehettek részt.
Az Eb-ről öt csapat jutott ki a 2017-es U20-as labdarúgó-világbajnokságra.

## Résztvevők
| Nemzet        | Részvételi jog      | Korábbi részvételek száma (2002 óta) |
| ------------- | ------------------- | ------------------------------------ |
| Németország   | Rendező             | 8                                    |
| Anglia        | 1. csoport, győztes | 8                                    |
| Olaszország   | 2. csoport, győztes | 5                                    |
| Ausztria      | 3. csoport, győztes | 7                                    |
| Hollandia     | 4. csoport, győztes | 4                                    |
| Horvátország  | 5. csoport, győztes | 3                                    |
| Portugália    | 6. csoport, győztes | 8                                    |
| Franciaország | 7. csoport, győztes | 9                                    |

## Csoportkör

### A csoport
| Csapat      | M | Gy | D | V | G+ | G– | Gk | P |
| ----------- | - | -- | - | - | -- | -- | -- | - |
| Portugália  | 3 | 1  | 2 | 0 | 6  | 5  | +1 | 5 |
| Olaszország | 3 | 1  | 2 | 0 | 3  | 2  | +1 | 5 |
| Németország | 3 | 1  | 0 | 2 | 6  | 5  | +1 | 3 |
| Ausztria    | 3 | 0  | 2 | 1 | 2  | 5  | –3 | 2 |

| 2016. július 11. 12:00 |

| Németország | 0–1               | Olaszország            |
| ----------- | ----------------- | ---------------------- |
|             | (0–0) Jegyzőkönyv | Dimarco 78' (11-esből) |

| Mercedes-Benz Arena, Stuttgart Nézőszám: 54 689 Játékvezető: Alejandro José Hernández Hernández (spanyol) |

| 2016. július 11. 19:00 |

| Portugália | 1–1               | Ausztria      |
| ---------- | ----------------- | ------------- |
| Empis 53'  | (0–1) Jegyzőkönyv | Jakupovic 10' |

| Mechatronik Arena, Aspach Játékvezető: Roi Reinshreiber (izraeli) |

| 2016. július 14. 12:00 |

| Olaszország   | 1–1               | Ausztria     |
| ------------- | ----------------- | ------------ |
| Locatelli 24' | (1–1) Jegyzőkönyv | Schlager 21' |

| Stadion an der Kreuzeiche, Reutlingen Játékvezető: Aliyar Aghayev (azeri) |

| 2016. július 14. 19:00 |

| Németország                              | 3–4               | Portugália                                          |
| ---------------------------------------- | ----------------- | --------------------------------------------------- |
| Ochs 12' 68' (11-esből) 90+3' (11-esből) | (1–1) Jegyzőkönyv | Abubakar 37' G. Rodrigues 48' A. Silva 70' Buta 73' |

| Mechatronik Arena, Aspach Játékvezető: Bart Vertenten (belga) |

| 2016. július 17. 19:30 |

| Ausztria | 0–3               | Németország                      |
| -------- | ----------------- | -------------------------------- |
|          | (1–1) Jegyzőkönyv | Neumann 50' Teuchert 52' Gül 87' |

| Stadion an der Kreuzeiche, Reutlingen Játékvezető: Anatoliy Zhabchenko (ukrán) |

| 2016. július 17. 19:30 |

| Olaszország            | 1–1               | Portugália |
| ---------------------- | ----------------- | ---------- |
| Dimarco 15' (11-esből) | (1–0) Jegyzőkönyv | Buta 86'   |

| Gazi-Stadion auf der Waldau, Stuttgart Játékvezető: Radu Marian Petrescu (román) |

### B csoport
| Csapat        | M | Gy | D | V | G+ | G– | Gk | P |
| ------------- | - | -- | - | - | -- | -- | -- | - |
| Anglia        | 3 | 3  | 0 | 0 | 6  | 3  | +3 | 9 |
| Franciaország | 3 | 2  | 0 | 1 | 8  | 3  | +5 | 6 |
| Hollandia     | 3 | 1  | 0 | 2 | 5  | 8  | –3 | 3 |
| Horvátország  | 3 | 0  | 0 | 3 | 2  | 7  | –5 | 0 |

| 2016. július 12. 12:00 |

| Horvátország | 1–3               | Hollandia                    |
| ------------ | ----------------- | ---------------------------- |
| Brekalo 43'  | (1–2) Jegyzőkönyv | Bergwijn 17' 85' Lammers 33' |

| Donaustadion, Ulm Játékvezető: Anatoliy Zhabchenko (ukrán) |

| 2016. július 12. 19:30 |

| Franciaország | 1–2               | Anglia                 |
| ------------- | ----------------- | ---------------------- |
| Augustin 33'  | (1–2) Jegyzőkönyv | Michelin 3' Solanke 9' |

| Voith-Arena, Heidenheim Játékvezető: Radu Marian Petrescu (román) |

| 2016. július 15. 12:00 |

| Hollandia   | 1–2               | Anglia                  |
| ----------- | ----------------- | ----------------------- |
| Lammers 10' | (1–1) Jegyzőkönyv | Solanke 36' Brown 90+2' |

| Donaustadion, Ulm Játékvezető: Roi Reinshreiber (izraeli) |

| 2016. július 15. 19:30 |

| Horvátország | 0–2               | Franciaország           |
| ------------ | ----------------- | ----------------------- |
|              | (0–1) Jegyzőkönyv | Augustin 37' Mbappé 69' |

| Städtisches Waldstadion, Aalen Játékvezető: Alejandro José Hernández Hernández (spanyol) |

| 2016. július 18. 12:00 |

| Anglia              | 2–1               | Horvátország |
| ------------------- | ----------------- | ------------ |
| Brown 4' Anočić 10' | (0–1) Jegyzőkönyv | Moro 58'     |

| Voith-Arena, Heidenheim Játékvezető: Aliyar Aghayev (azeri) |

| 2016. július 18. 12:00 |

| Hollandia            | 1–5               | Franciaország                       |
| -------------------- | ----------------- | ----------------------------------- |
| Nouri 36' (11-esből) | (1–2) Jegyzőkönyv | Mbappé 10' 63' Augustin 29' 48' 75' |

| Städtisches Waldstadion, Aalen Játékvezető: Bart Vertenten (belga) |

## Egyenes kieséses szakasz
|  |            |               |             |             |   |               |               |       |
|  | Elődöntők  | Elődöntők     | Elődöntők   |             |   | Döntő         | Döntő         | Döntő |
|  | Elődöntők  | Elődöntők     | Elődöntők   |             |   | Döntő         | Döntő         | Döntő |
|  | július 21. |               |             |             |   |               |               |       |
|  |            |               |             |             |   |               |               |       |
|  | A1         | Portugália    | 1           |             |   |               |               |       |
|  | A1         | Portugália    | 1           | július 24.  |   |               |               |       |
|  | B2         | Franciaország | 3           |             |   |               |               |       |
|  | B2         | Franciaország | 3           |             |   | Franciaország | Franciaország | 4     |
|  | július 21. |               |             |             |   | Franciaország | Franciaország | 4     |
|  |            |               | Olaszország | Olaszország | 0 |               |               |       |
|  | B1         | Anglia        | Olaszország | Olaszország | 0 | 1             |               |       |
|  | B1         | Anglia        |             |             |   |               |               |       |
|  | A2         | Olaszország   | 2           |             |   |               |               |       |
|  | A2         | Olaszország   | 2           |             |   |               |               |       |
|  |            |               |             |             |   |               |               |       |

### U20-as labdarúgó-világbajnokság rájátszás
A győztes kijutott a 2017-es U20-as labdarúgó-világbajnokságra.
| 2015. július 21. 19:00 |

| Németország                                | 3–3 (h. u.)       | Hollandia                                          |
| ------------------------------------------ | ----------------- | -------------------------------------------------- |
| Ochs 44' Serdar 90+3' Mehlem 96'           | (1–0) Jegyzőkönyv | Nouri 81' Van der Heijden 88' Lammers 111'         |
| Büntetőpárbaj                              |                   |                                                    |
| Ochs Gül Mittelstädt Conde Gimber Henrichs | 5–4               | Verdonk Lammers Van der Heijden Rosario Nouri Vlap |

| Hardtwaldstadion, Sandhausen Játékvezető: Alejandro José Hernández Hernández (spanyol) |

### Elődöntők
| 2015. július 21. 12:00 |

| Anglia     | 1–2               | Olaszország                |
| ---------- | ----------------- | -------------------------- |
| Picchi 85' | (0–1) Jegyzőkönyv | Dimarco 27' (11-esből) 60' |

| Carl-Benz-Stadion, Mannheim Játékvezető: Roi Reinshreiber (izraeli) |

| 2015. július 21. 17:00 |

| Portugália | 1–3               | Franciaország           |
| ---------- | ----------------- | ----------------------- |
| Pacheco 3' | (1–1) Jegyzőkönyv | Blas 10' Mbappé 67' 75' |

| Carl-Benz-Stadion, Mannheim Játékvezető: Radu Marian Petrescu (román) |

### Döntő
| 2015. július 24. 20:30 |

| Franciaország                               | 4–0               | Olaszország |
| ------------------------------------------- | ----------------- | ----------- |
| Augustin 6' Blas 19' Tousart 82' Diop 90+2' | (2–0) Jegyzőkönyv |             |

| Rhein-Neckar-Arena, Sinsheim Játékvezető: Aliyar Aghayev (azeri) |

| 2016-os U19-es labdarúgó-Európa-bajnokság bajnoka: |
| -------------------------------------------------- |
| FRANCIAORSZÁG 8. cím                               |

## Gólszerzők
6 gólos
- Jean-Kévin Augustin

5 gólos
- Kylian Mbappé

4 gólos
- Philipp Ochs
- Federico Dimarco

3 gólos
- Sam Lammers

2 gólos
- Isaiah Brown
- Dominic Solanke
- Ludovic Blas
- Steven Bergwijn
- Abdelhak Nouri
- Aurélio Buta

1 gólos
- Arnel Jakupovic
- Xaver Schlager
- Josip Brekalo
- Nikola Moro
- Issa Diop
- Lucas Tousart
- Gökhan Gül
- Marvin Mehlem
- Phil Neumann
- Suat Serdar
- Cedric Teuchert
- Manuel Locatelli
- Dennis van der Heijden
- Asumah Abubakar
- Pedro Empis
- Pedro Pacheco
- Gonçalo Rodrigues
- Alexandre Silva

1 öngólosok
- Silvio Anočić (Anglia ellen)
- Clément Michelin (Anglia ellen)
- Alberto Picchi (Anglia ellen)